# Paracentrobia dimorpha
Paracentrobia dimorpha is een vliesvleugelig insect uit de familie Trichogrammatidae. De wetenschappelijke naam is voor het eerst geldig gepubliceerd in 1932 door Kryger.